# طوطی راهب
طوطی راهب (Myiopsitta monachus)، که همچنین به عنوان طوطی کواکر نیز معروف است، گونه ای از طوطی‌واران در خانواده طوطیان راستین است. این طوطی کوچک و سبز روشن با سینه خاکستری و شکم سبز مایل به زرد است که طول عمر متوسط آن ۲۰–۳۰ سال می‌باشد. زیستگاه اصلی آن از مناطق معتدل تا جنب‌مدارگان مناطق آمریکای جنوبی است. جمعیت‌های رمیده خودنگهدار در بسیاری از مناطق، به‌طور عمده در آمریکای شمالی و اروپا ایجاد می‌شوند این طوطی‌ها طوطی‌هایی سخنگو، بسیار اجتماعی و با احساس و باهوش هستند. تشخیص نر یا ماده بودن آنها فقط با آزمایش ژنتیک و دادن نمونهٔ خون آنها مشخص می‌شود اندازهٔ آنها حدوداً از سر تا نوک دمشان ۳۰ سانت است.این طوطی جزو باهوش‌ترین طوطی ها است و در به تصویر کشیدن احساساتش با پر هایش ماهر است و می‌توان فهمید که چه حسی دارد.
گونه‌های آنها به ۳ رنگ سبز و آبی و زرد دیده می‌شوند و هر ۳ رنگ می‌توانند با یکدیگر جفت‌گیری کنند.

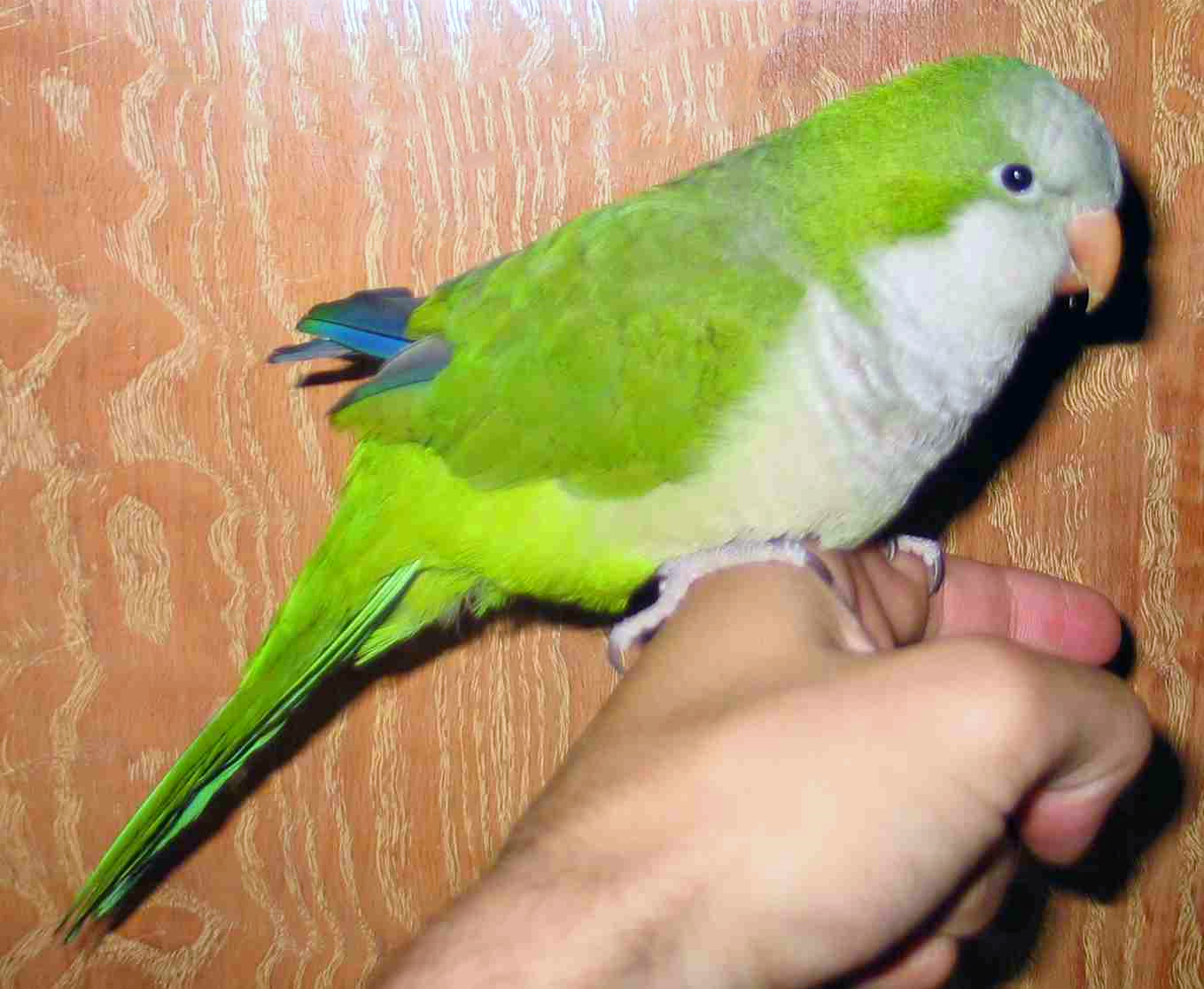
نوع ماده حیوان خانگی طوطی راهب

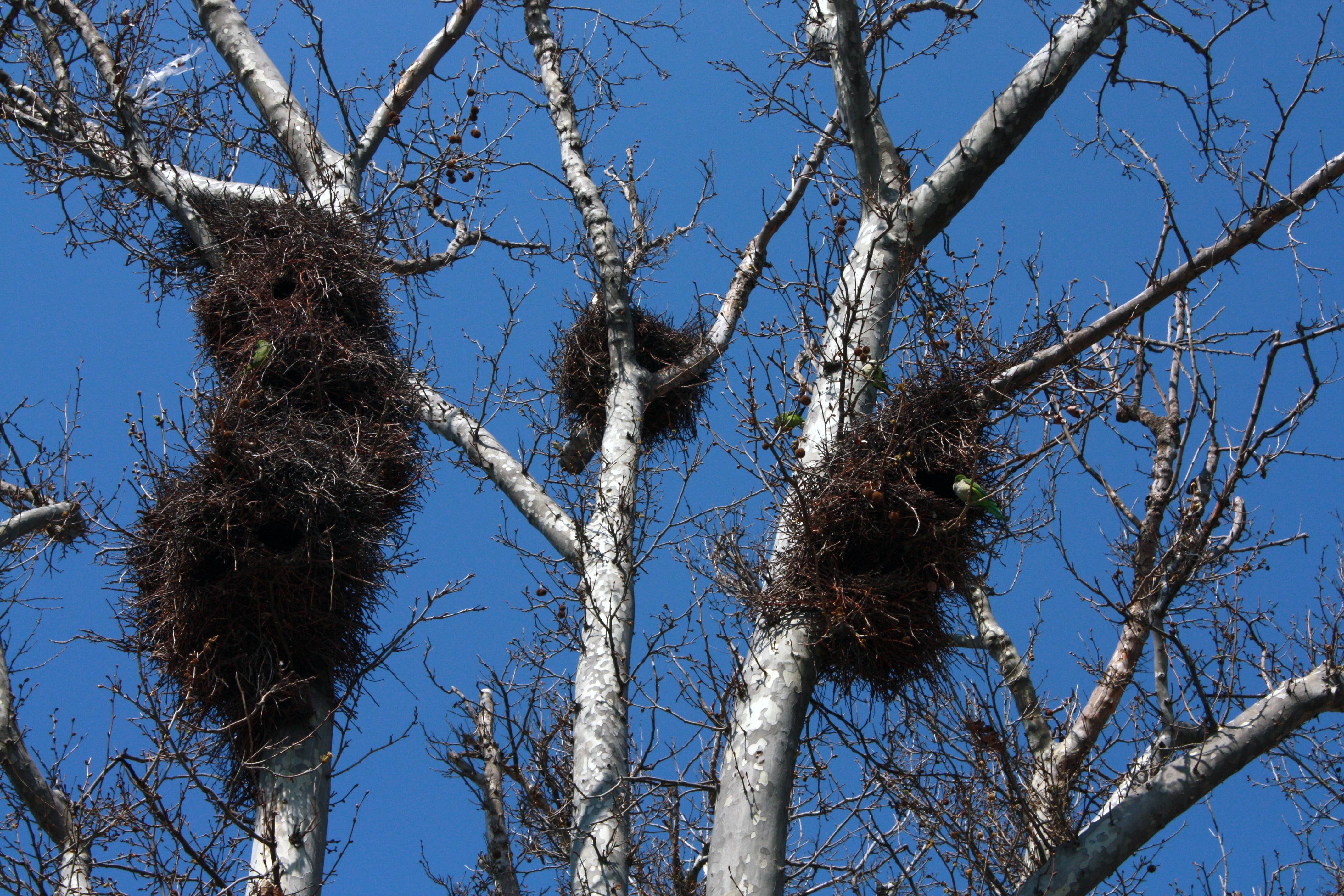
لانه در ساراگوسا، اسپانیا

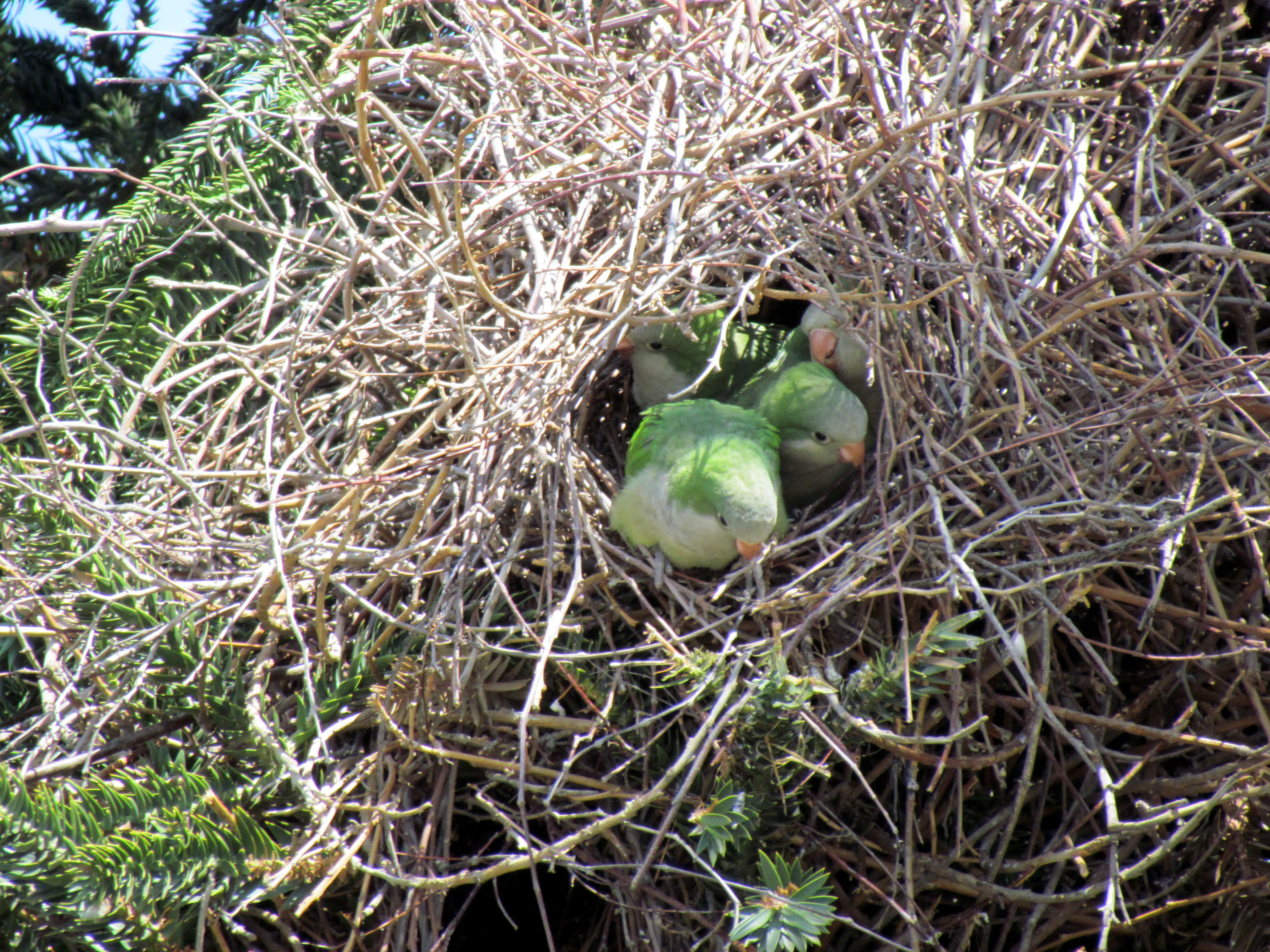
پرندگان و لانه آنها در سانتیاگو، شیلی

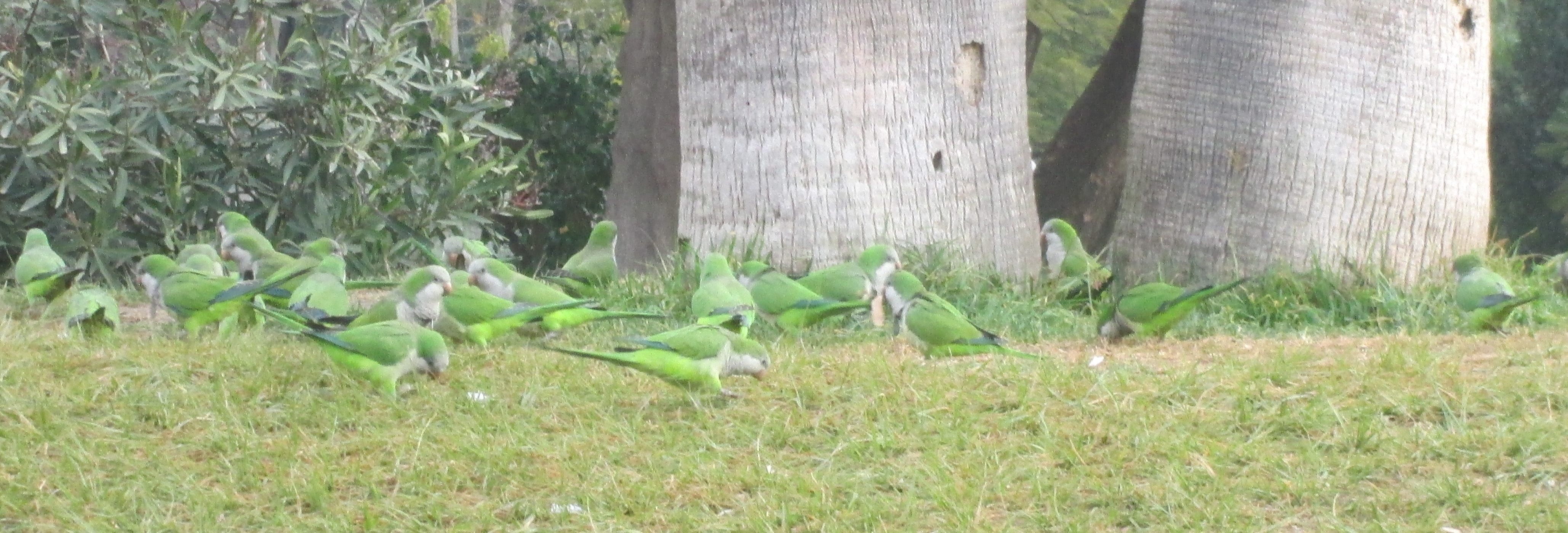
راهپیمای راهب در پارک دو لا سیوتادلا بارسلونا، اسپانیا

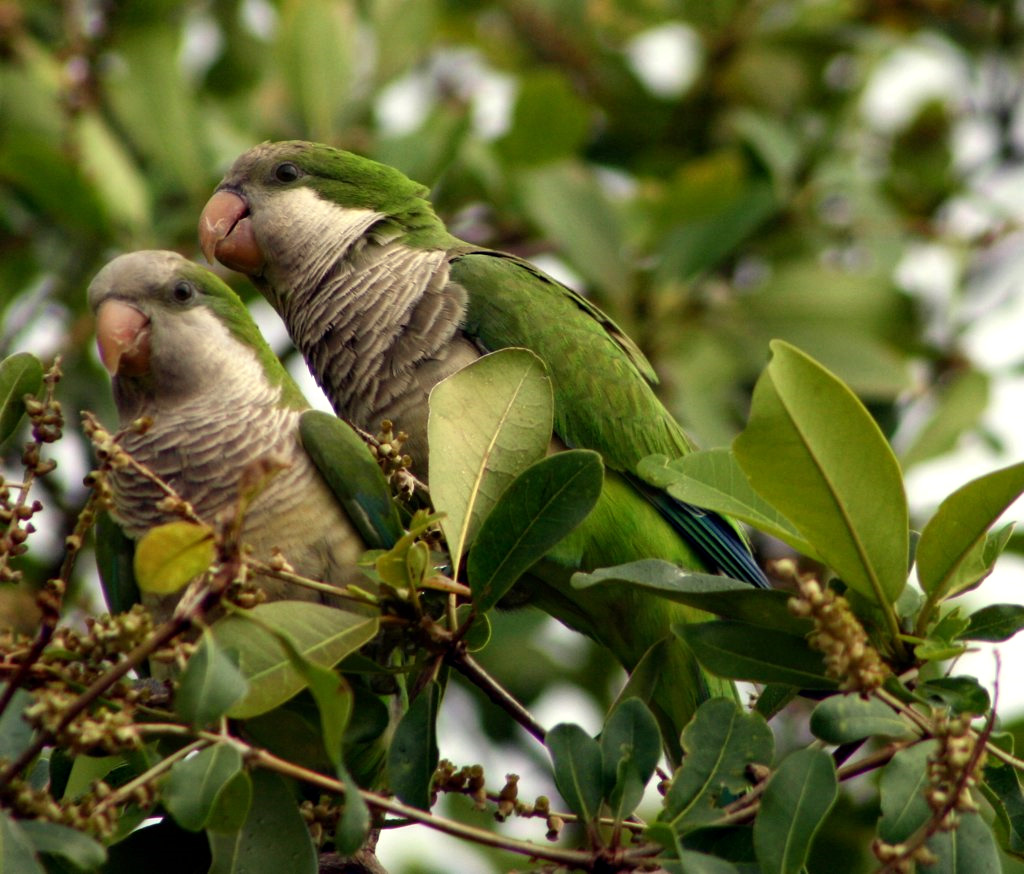
راه حل‌های راهب در فلوریدا
- لانه بزرگ پاراکیت راهب در دروازه گورستان گرین وود در بروکلین ، نیویورک سیتی
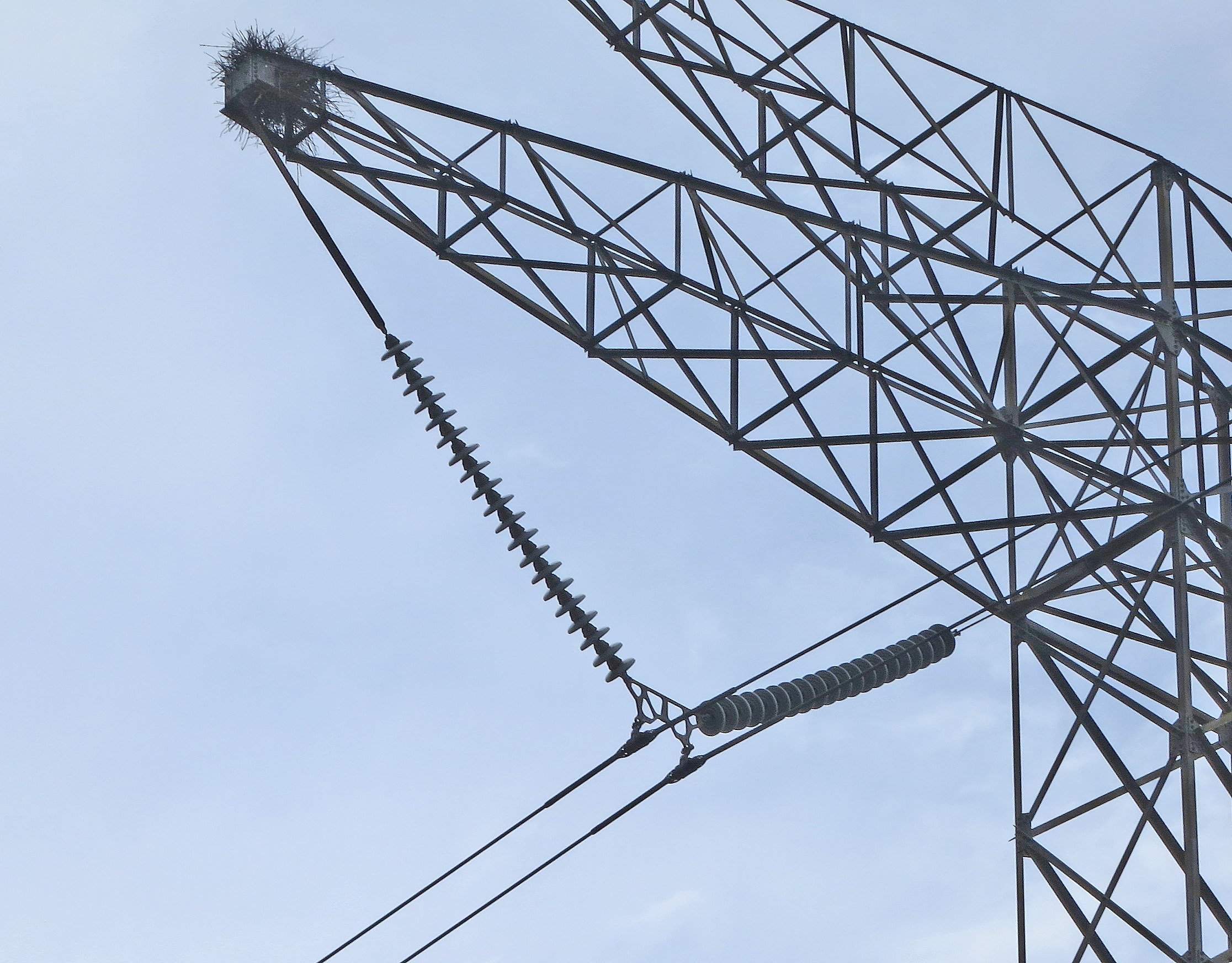
لانه راهب پاراکت در برج برقی — League City ، تگزاس
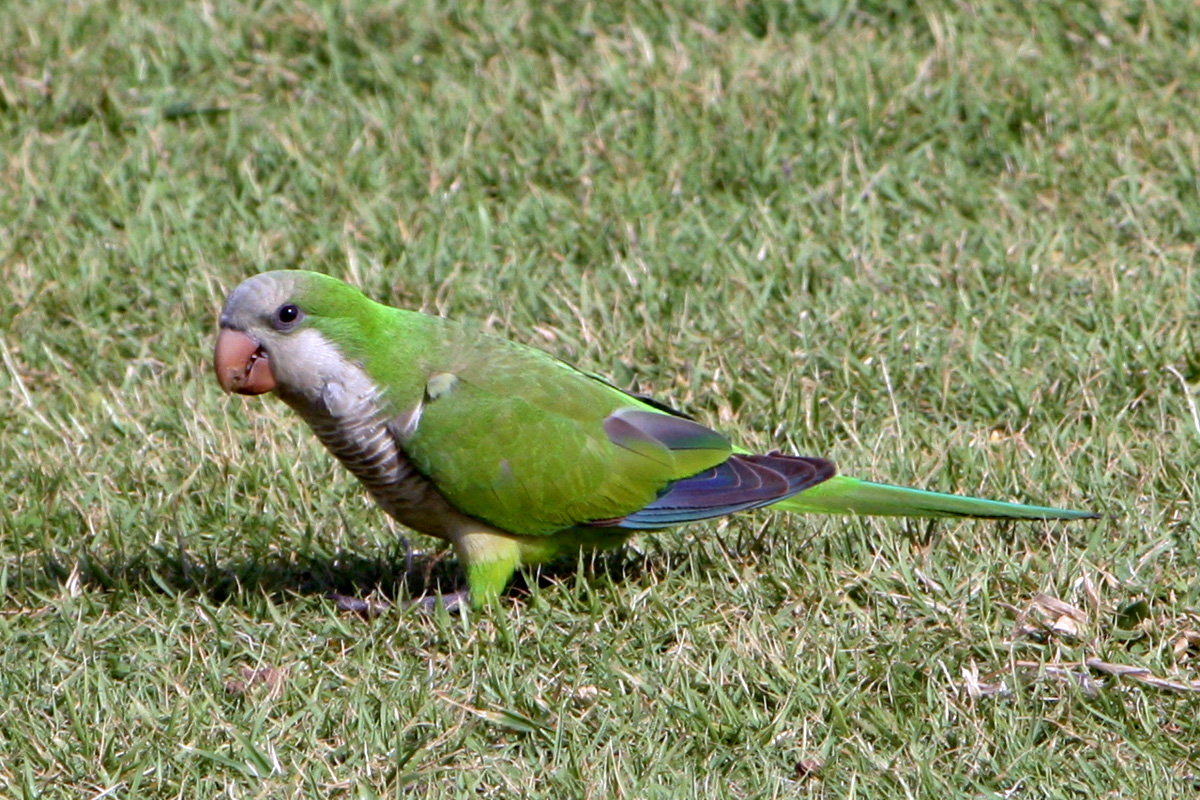
راهب طوطی در سن خوان ، پورتوریکو
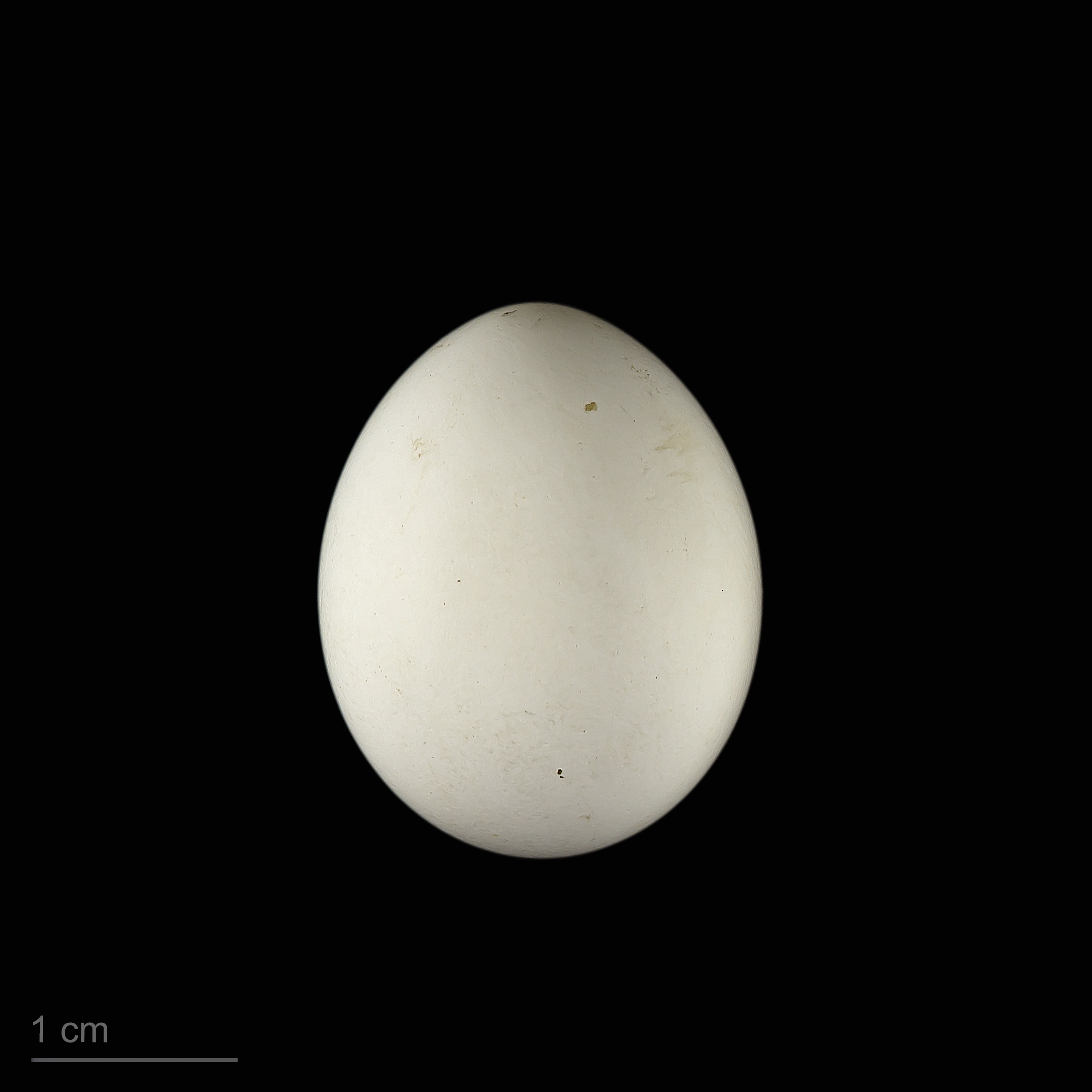
Museum specimen